# Polybutadien-Acrylnitril
Polybutadien-Acrylnitril (PBAN) ist ein aus Polybutadien, Acrylnitril und Acrylsäure bestehendes Prä- bzw. Terpolymer, welches vorrangig als Treibstoff und Bindemittel in Feststoffraketenmotoren (Booster) zum Einsatz kommt.

## Allgemeines
Aufgrund seines geringen spezifischen Impulses wird PBAN nicht alleine als Treibstoff verwendet. In der Praxis werden daher, um einen möglichst hohen spezifischen Impuls zu erzielen, unterschiedliche Oxidator-Treibstoff-Kombinationen in PBAN gebunden. PBAN wird dabei als flüssiges Präpolymer mit den weiteren Bestandteilen gemischt und danach direkt im Raketenmotor zu einem festen, homogenen Treibstoff gehärtet. Die häufig zur weiteren Steigerung des spezifischen Impulses hinzugefügten metallische Treibstoffkomponenten, wie z. B. Aluminiumpulver, haben einen nachteiligen Effekt auf die Polymerisation von PBAN. Im Falle von Aluminiumpulver erhöht sich die Dauer auf mehrere Tage mit Temperaturen um rund 60 °C beim Aushärtungsprozess. Zur Stabilisierung bzw. zur Verbesserung der Bindung (bzw. zur schnelleren Vernetzung) wird häufig Epoxidharz hinzugefügt.

## Geschichte
Thiokol (heute Teil von Northrop Grumman Space Systems) begann 1952 mit der Erforschung von Raketentreibstoffen, die bei geringeren Abbrandtemperaturen einen höheren spezifischen Impuls erlaubten. 1954 wurde mit Polybutadien-Acrylsäure (PBAA) ein geeignetes Copolymer entdeckt, welches gegenüber den bislang eingesetzten auf Polyurethanen basierten Bindemitteln einen deutlichen Fortschritt darstellte. Jedoch war die Kerbfestigkeit nicht zufriedenstellend, weswegen im gleichen Jahr PBAN entwickelt wurde. Obwohl PBAN ursprünglich von Thiokol entwickelt wurde, begann die American Synthetic Rubber Corporation Ende der 1950er-Jahre mit der Produktion.

## Verwendung
PBAN ist aufgrund seiner geringen Kosten neben HTPB eines der am häufigsten eingesetzten Bindemittelsysteme für Feststoffraketenmotoren. In vielen in der Vergangenheit verwendeten und auch modernen Ammoniumperchlorat-Verbundtreibstoffen (APCP) wird PBAN als Bindemittel eingesetzt.
PBAN fand häufig in den 1960er- und 1970er-Jahren in Verwendung. Die populärsten Anwendungsgebiete sind die UA120-Booster, welche bei der Titan-III-Familie zum Einsatz kamen.
Die 3, ursprünglich für die untere Stufe der Saturn V entwickelten, experimentellen Aerojet-260-Booster enthielten jeweils 86 % PBAN und wurden zusätzlich mit Epoxidharz verstärkt.
Die Booster des Space Transportation System (Space Shuttle) und auch die darauf basierenden Booster des Space Launch System (SLS) verwenden APCP auf Basis von PBAN.

## Sonstiges
Polybutadien-Acrylnitril wird unter anderem auch beim Bau von Amateur-Raketen verwenden. Es ist im Vergleich zu anderen Raketentreibstoffen vergleichsweise sicher und deutlich einfacher in der Handhabung. Zudem ist der spezifische Impuls geringfügig größer als bei anderen, teilweise giftigen, Bindemittel wie z. B. HTPB.